# Johann Hiller von Gaertringen (Diplomat)
Johann Hiller von Gaertringen (* 26. Februar 1658 in Herrenberg; † Ende Februar 1715 in Regensburg) war ein württembergischer  Oberregierungsrat (1686), Reichsadel (1703) und Geheimer Legationsrat (1704), Wirklicher Geheimer Rat (1709). Nach 1686 war er tätig als Diplomat und Gesandter am Immerwährenden Reichstag in Regensburg, im Dienst des Herzogtums Württemberg und weiterer Fürstentümer. Er starb Ende Februar 1715 in Regensburg und wurde am 3. März 1715 begraben auf dem Gesandtenfriedhof hinter der Dreieinigkeitskirche in Regensburg.

## Leben und berufliche Laufbahn
Johann Hiller von Gaertringen studierte von 1671 bis 1677 Rechtswissenschaft in Tübingen, wo er 1678 zum Dr. jur. promovierte. Ab 1678 Studium in Altdorf, Leipzig und Straßburg, verbunden mit einer Reise nach Frankreich und in andere Länder. Nach 1683 übernahm er die Verwaltung der vom Onkel ererbten Güter und begann 1685 den Staatsdienst im Herzogtum Württemberg als Mitglied im Oberrat, im Kriegsrat und im Geheimen Rat.
Am 23. Oktober 1683 heiratete er Regina Katharina Bardili (* 11. Juni 1665), Tochter des Konsistorialdirektors Andreas Bardili und dessen Ehefrau Anna Katharina (geb. Wild). Hiller setzte die Verwaltung der vom Onkel ererbten Güter fort, begann 1685 mit dem Staatsdienst und wurde 1686 Mitglied des Kriegsrats und ab 1708 Mitglied des Geheimen Rats.
Nach 1686 übernahm Johann Hiller eine Gesandtschaft in der Schweiz und agierte in den evangelischen Städten Zürich und Schaffhausen. 1697 wurde Johann Hiller als Komitialgesandter für das Herzogtum Württemberg zum Immerwährenden Reichstag nach Regensburg entsandt und vertrat dort auch Ostfriesland.
Seine Ehefrau Regina Catharina, die 1684 die Tochter Johanna geboren hatte, starb am 13. Juli 1709 bei der Geburt eines Sohnes, der ebenfalls bei der Geburt verstarb. Die Mutter und der verstorbene Sohn wurden auf dem südlichen Gesandtenfriedhof in der gemauerten Gruft einer Grabstätte begraben, die dem Südportal der Dreieinigkeitskirche südwestlich nahe benachbart war. Die zugehörige Grabplatte ist noch heute in gutem Zustand mit teilweise lesbarer Inschrift erhalten. Die Grabplatte befindet sich aber nicht mehr am ursprünglichen Liegeort, wo sie wahrscheinlich den Zugang zur Kirche, besonders aber den gleichzeitigen Austritt vieler Kirchgänger aus der Kirche behindert hatte. 
Der  Ehemann und Gesandte Johann Hiller starb Ende Februar 1715 und wurde in der bestehenden Gruft seiner Ehefrau begraben. Die für den Kirchzugang und den Abgang  hinderliche Grabplatte der Familie Hiller wurde südlich entfernt von der Kirche senkrecht aufgerichtet an der Südmauer des Gesandtenfriedhofs angebracht und erhielt damit einen prominenten Standort, westlich neben dem großen Epitaph des Gesandten Augustin Strauch. Am ursprünglichen Liegeort der Grabplatte über der unterirdischen Gruft liegt heute als Hinweis auf die ehemalige Grabstätte eine schmucklose Steinplatte mit den Namen des verstorbenen Ehepaares Hiller von Gärtringen, zusätzlich ergänzt mit Hinweisen auf die bei der Geburt ihres ersten Kindes verstorbene Tochter Johanna und ihren ebenfalls verstorbenen Ehemann Moses von Mortaigne, dem Schwiegersohn des Ehepaares Hiller von Gärtringen. Sein Tod und sein Begräbnis ist für das Jahr 1719 dokumentiert unter der Nummer 54 im historischen Begräbnisverzeichnis, das im 19. Jahrhundert vom damaligen Pfarrer Trenkle geschaffen wurde zur Dokumentation aller auf dem Gesandtenfriedhof bei der Dreieinigkeitskirche. begrabenen protestantischen Gesandten am Immerwährenden Reichstag. 
Der erwähnte verstorbene Schwiegersohn des Ehepaares Hiller von Gärtringen, Moses von Mortaigne (*16. März. 1674, † 24. Juni 1719) war als Gesandter der niederländischen Generalstaaten in Regensburg vielfältig tätig gewesen, unter anderem auch als Korrespondent und Agent zur Betreuung niederländischer Soldaten bei ihrer Rückkehr aus Gefangenschaft in die Niederlande. Er hatte auch in Regensburg gestrandete Exulanten aus Österreich betreut und beraten hinsichtlich möglicher geplanter Wege über Frankfurt nach Norden in die Niederlande oder nach Preußen.
Die originale Grabplatte der Familie Hiller von Gärtringen wurde im Gegensatz zu anderen liegenden Grabplatten, die erst später aufgerichtet wurden, schon vor 1930 aufgerichtet, entweder um Trittschäden zu vermeiden auf dem auch als Gehweg genutzten Areal am südlichen Eingang zur Kirche, oder weil die ursprünglich kleine Grabstätte durch die weiteren Begräbnisse vergrößert worden war, den Zugang zur Kirche behinderte und wohl auch von Kirchgängern immer wieder betreten wurde.